# Sisinel de munte

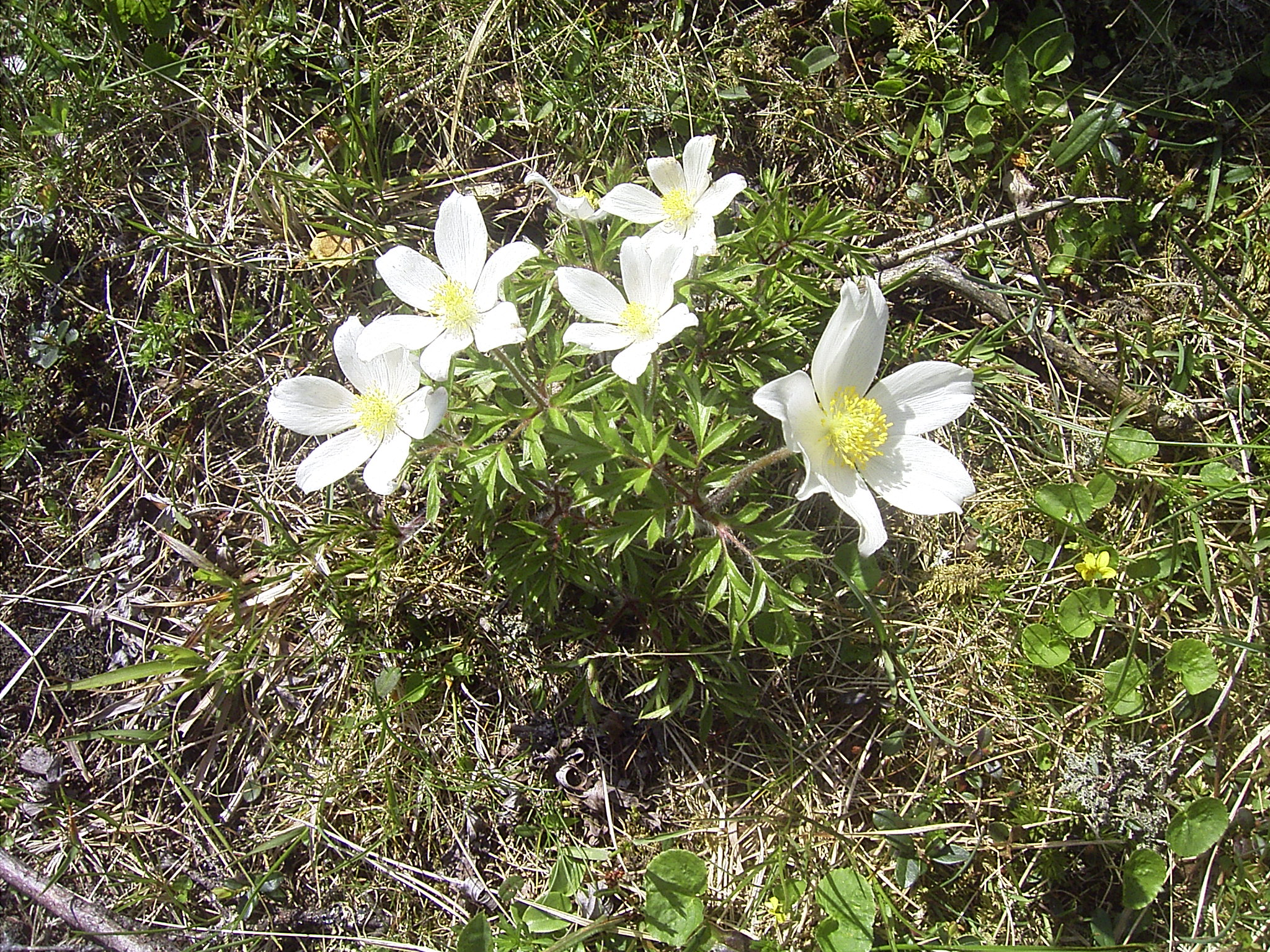
Sisinei de munte

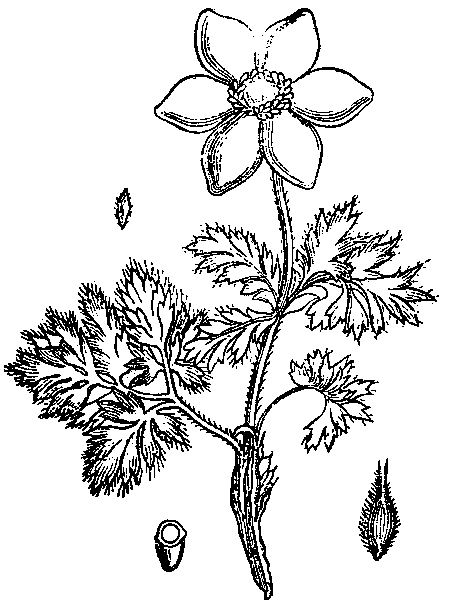
Pulsatilla alba

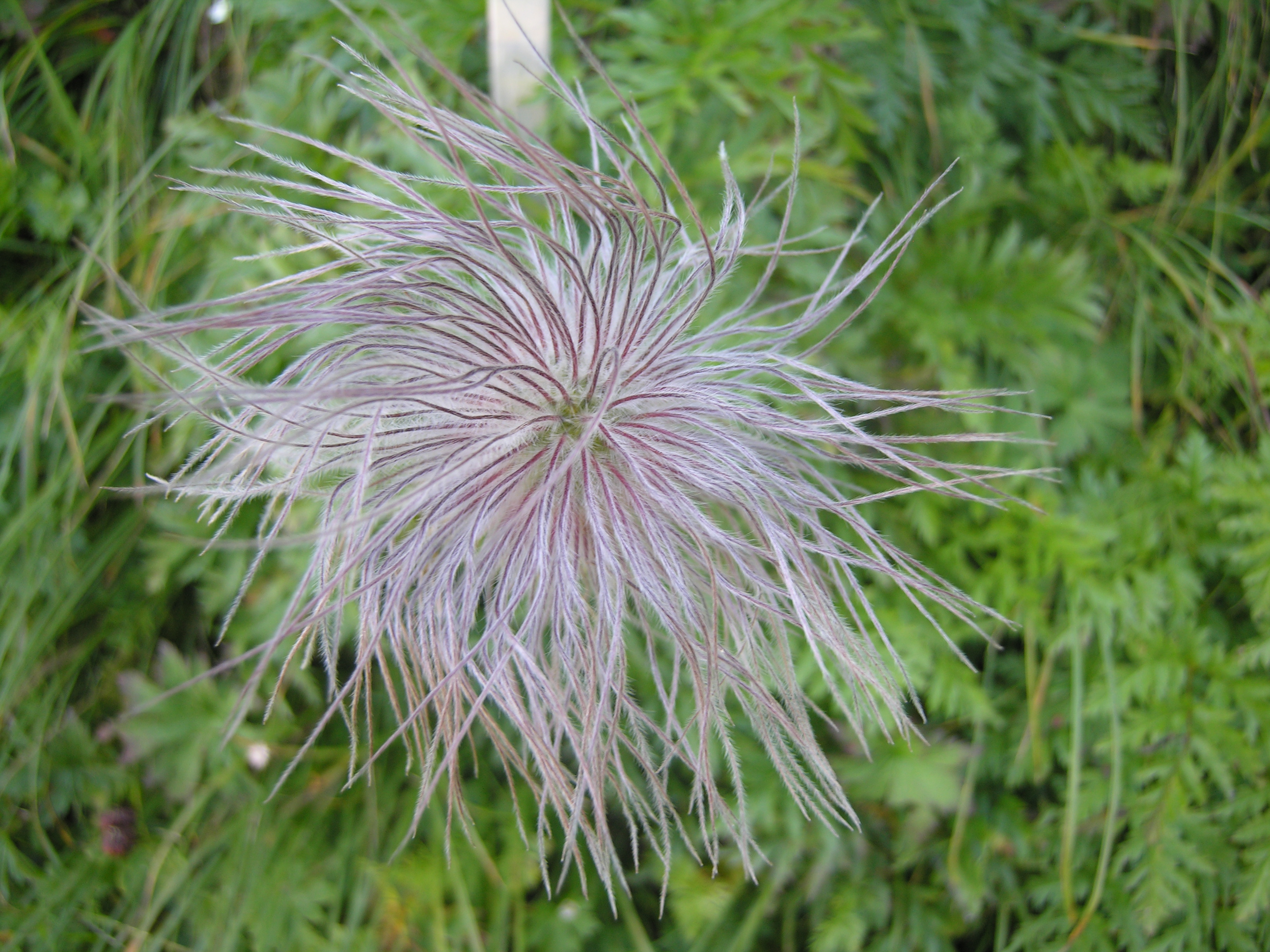
După înflorire se formează un fruct păros sub forma unui smoc

Sisinelul de munte (altă denumire Dedițel) (Pulsatilla alba) este o plantă otrăvitoare din familia Ranunculaceae. Are tulpina păroasă de 100-200 mm. În vârful tulpinii se află o floare ridicată în sus, în formă de clopot la început și apoi se desface în formă de stea. Diametrul florii este de 30-60 mm și are cinci-șase sepale mari. Florile sunt păroase pe dinafară, colorate în alb pe interior și violet-albastru palid la exterior. Înflorește în lunile mai-iunie. După înflorire se formează un fruct păros sub forma unui smoc.

## Răspândire
În România crește prin pășunile și locurile pietroase din munții Carpați.